# Heigi
Heigi − wieś w Estonii, w prowincji Hiuma, w gminie Kõrgessaare.
W 2012 roku wieś liczyła 15 mieszkańców; w październiku 2010 – 12, w grudniu 2009 – 13.